# Renacer (película)
Renacer es una película española del género drama, fantasía y suspenso dirigida por Bigas Luna.

## Argumento
Un hombre descubre que su novia tiene los estigmas de la crucifixión (señales en pies y manos). A partir de ese momento intentará protegerla a toda costa de un ambicioso predicador televisivo que intentará explotar el "milagro" para ganar dinero.

## Reparto
| Intérprete          | Personaje                           |
| ------------------- | ----------------------------------- |
| Dennis Hopper       | Reverendo Tom Hartley               |
| Michael Moriarty    | Mark                                |
| Antonella Murgia    | María                               |
| Francisco Rabal     | Giacomo                             |
| Kit Massengill      | Reed                                |
| Jo Perkins          | Mujer maquillada                    |
| Charles Bacarisse   | Charles                             |
| Xabier Elorriaga    | Locutor                             |
| Leslie Cox          | Secretaria                          |
| Consol Tura         | Lucille                             |
| James Carrington    | Lemare                              |
| Robert Dunn         | Shilo                               |
| Lola Forcada        | Lola                                |
| Àngel Jové          | Sacerdote                           |
| Gil Rodriguez Jr.   | Cabeza rapada                       |
| Pilar Montejo       | Madre de María                      |
| Mary Redman         | Traductora                          |
| Kellie Holland      | Chica ciega                         |
| Fernando Rubio      | Padre de María                      |
| Syliane Stella      | Syliane                             |
| Paul Menzel         | Director de televisión              |
| Jerry Young         | Ayudante de dirección de televisión |
| Manuel Cazorla      | Monaguillo                          |
| Emilio Falcón       | El hombre del pantano               |
| Asunción Ruiz       | Mujer muerta                        |
| Josep Solans        | El marido de la mujer muerta        |
| María Teresa Suárez | La hija de la mujer muerta          |
| Richard Aptekar     | T. C. Valentín                      |
| Peter Bryson        | T. C. Valentín                      |
| Ken Carson          | T. C. Valentín                      |
| Gene Drabek         | T. C. Valentín                      |
| Philip Hafer        | T. C. Valentín                      |
| Austin Mann         | T. C. Valentín                      |
| Randy Rudy          | T. C. Valentín                      |
| Ron Smith           | T. C. Valentín                      |
| Sandra Charbonneau  | Familia tonto                       |
| Lee Robins          | Familia tonto                       |
| Rick Stokes         | Familia tonto                       |
| Joseph Craig        | Familia en estudio de televisión    |
| Ken Cullinane       | Familia en estudio de televisión    |
| Barbara Jones       | Familia en estudio de televisión    |
| Skipper Lee Frazier | Hombre sabio                        |
| Freddy Joe Odiorne  | Hombre sabio                        |
| Tiny Skaggs         | Hombre sabio                        |
| Jim Danko           | Mexicano en almacén                 |
| Mercedes Gil        | Monja                               |
| María José Martínez | Monja                               |
| Celia Orós          | Monja                               |